# Jacques Brunius
Jacques Brunius (16 de septiembre de 1906-24 de abril de 1967) fue un actor y director cinematográfico, hombre de radio y escritor de nacionalidad francesa. Utilizó diferentes seudónimos, según el medio en el que trabajaba: Borel, Jacques Borel, Brunius, J.B. Brunius, Jacques B. Brunius, Jacques-Bernard Brunius, John La Montagne, Olaf Apollonius, Jacques Berne.

## Biografía
Su verdadero nombre era Jacques Henri Cottance, y nació en París, Francia. Conocido por su trabajo en L'affaire est dans le sac y en Partie de campagne, Brunius no solo trabajó en el cine: cercano a Jean Renoir y a los hermanos Jacques y Pierre Prévert, era por lo tanto miembro de la nebulosa surrealista apartada de la ortodoxia del grupo de André Breton, frecuentando las reuniones del grupo teatral Octobre en la rue du Château. 
Durante la Segunda Guerra Mundial permaneció en Londres, siendo periodista del equipo de Les Français parlent aux Français en la BBC. Para la Radiodiffusion-télévision française tradujo al francés la pieza radiofónica de Dylan Thomas Bajo el bosque lácteo, que fue adaptada por Alain Trutat. Brunius trabó amistad con E. L. T. Mesens, miembro del grupo surrealista de Inglaterra, escribiendo el texto Rencontres fortuites et concertées. En 1954 publicó en Ediciones Arcanes En marge du cinéma français, una colección de artículos sobre el cine de vanguardia francés, visto bajo sus aspectos poéticos, técnicos y semiológicos, con ilustraciones de Man Ray o Denise Bellon. 
Brunius fue fundador, con Jean George Auriol, de La Revue du cinéma en 1928. Además editó episodios inéditos de Vathek.
A Brunius se le debe el reconocimiento de Ferdinand Cheval en Hauterives, de donde era originaria su familia: publicó un artículo titulado «Ferdinand Cheval, facteur, constructeur du Palais de l'Idéal» en la revista belga Variétés en junio de 1929, y las fotos del Palais en el número especial Le Surréalisme en 1929. Además, escribió numerosos artículos sobre él en Cahiers d'art, Revista VU, etc., y le consagró su cortometraje Violons d'Ingres, presentado en la exposición universal de Nueva York en mayo de 1939.
Su esposa fue Colette Hulmann, hermana de la fotógrafa Denise Bellon, con la cual colaboró en reportajes publicados en diferentes periódicos. Posteriormente se casó con la actriz inglesa Cecile Chevreau. Brunius tuvo un nieto, Rémi Waterhouse, que es guionista, cineasta y productor. La hermana de Brunius, Simone Cottance, fue colaboradora de Henri Langlois.
Jacques Brunius falleció en Exeter, Inglaterra, en 1967. Sus restos fueron incinerados en Sidmouth, con Mesens rindiéndole homenaje en el funeral.

## Filmografía

### Director
- 1931 : Voyage aux Cyclades, en colaboración con Roger Vitrac, Eli Lotar et Albert Jeanneret
- 1932 : Films publicitaires, en colaboración con Jean Aurenche
- 1934 : Autour d'une évasion, en colaboración con Cesare Silvagni
- 1936 : La vie est à nous, codirección
- 1937 : Records 37, en colaboración con Jean Tarride, comentario de Robert Desnos
- 1937 : Venezuela
- 1938 : Sources noires, documental
- 1939 : Violons d'Ingres
- 1951 : The Changing Face of Europe
- 1951 : Somewhere to live
- 1952 : Brief City
- 1952 : To the rescue
- 1953 : The Blakes Slept Here

### Ayudante dirección
- 1927 : Le Chauffeur de Mademoiselle, de Henri Chomette
- 1929 : Le Requin, de Henri Chomette
- 1930 : La edad de oro, de Luis Buñuel

### Actor
| - 1930 : La edad de oro, de Luis Buñuel - 1932 : L'affaire est dans le sac, de Pierre Prévert - 1934 : L'Hôtel du libre échange - 1936 : Une partie de campagne, de Jean Renoir - 1936 : Moutonnet, de René Sti - 1936 : Le Crime de Monsieur Lange, de Jean Renoir - 1936 : La Vie est à nous, de Jean Renoir & alia - 1938 : Le Temps des cerises, de Jean-Paul Le Chanois - 1938 : Le Schpountz, de Marcel Pagnol - 1938 : La Bête humaine, de Jean Renoir - 1939 : L'Héritier des Mondésir, de Albert Valentin - 1950 : The Wooden Horse, de Jack Lee - 1951 : Andalousie, de Robert Vernay - 1951 : Une fille à croquer - 1951 : The Lavender Hill Mob, de Charles Crichton - 1952 : 24 heures dans la vie d'une femme, de Victor Saville - 1953 : South of Algiers - 1953 : Sea Devils | - 1953 : Always a Bride - 1953 : Laughing Anne - 1954 : Forbidden Cargo, de Harold French - 1955 : To Paris with Love - 1955 : Captain Gallant of the Foreign Legion (serie TV) - 1955 : BBC Sunday-Night Theatre (serie TV) - 1955 : The Cockleshell Heroes - 1955 : Barbie (TV) (serie TV) - 1956 : Wicked as They Come - 1956 : House of Secrets - 1957 : Dangerous Exile - 1957 : True as a Turtle - 1958 : Orders to Kill - 1960 : The Four Just Men (serie TV) - 1961 : The Greengage Summer - 1964 : The Yellow Rolls-Royce, de Anthony Asquith - 1965 : Le Chant du monde, de Marcel Camus - 1965 : Return from the Ashes |

## Obra literaria
Autor
- 1954, En marge du cinéma français, Arcanes, París, 1954 (reedición Éditions L'Âge d'Homme, Lausana, 1987)

Traductor
- 1948 : Lewis Carroll, Le Jabberwocky, Les Cahiers du Sud (reedición : Disney-Hachette, 1994 ISBN|2-23-000389-5)
- 1969 : James Saunders, Un parfum de fleurs, traduit de l'anglais par Jacques Brunius, Gallimard, ISBN|2070303543
- 1969 : James Saunders, La prochaine fois je vous le chanterai, traduit de l'anglais par Jacques Brunius, Gallimard, ISBN|2070303535.

Radio
- 1960 : Norman Frederik Simpson, Un tintement du tonnerre, pieza en 1 acto, traducida y adaptada para la Radio por Brunius, Radiodiffusion française, France III - National, 5 de junio de 1960
- 1966 : Lewis Carroll, maître d'école buissonnière, France Culture, 25 de diciembre de 1966.
- 1970 : Dylan Thomas, Au bois lacté, traducida del inglés por Jacques Brunius.